# كولمينار
بلدية قلمينار (بالإسبانية: Colmenar) (نقحرة: كولمينار) هي بلدية تقع في مقاطعة مالقة التابعة لمنطقة أندلوسيا جنوب إسبانيا.

## الديموغرافيا
بلغ عدد سكان بلدية قلمينار 3.673 نسمة عام 2011 (وفقاً للمعهد الوطني الإسباني للإحصاء).
| 3.138 | 3.172 | 3.137 | 3.287 | 3.530 | 3.621 | 3.673 |